# Öxsjön
Öxsjön är en sjö i Lerums kommun i Västergötland och ingår i Göta älvs huvudavrinningsområde. Sjön är 25 meter djup, har en yta på 0,718 kvadratkilometer och befinner sig 90,2 meter över havet. Vid provfiske har abborre och mört fångats i sjön.

## Delavrinningsområde
Öxsjön ingår i det delavrinningsområde (640619-129108) som SMHI kallar för Utloppet av Öxsjön. Medelhöjden är 105 meter över havet och ytan är 3,47 kvadratkilometer. Det finns inga avrinningsområden uppströms utan avrinningsområdet är högsta punkten. Vattendraget som avvattnar avrinningsområdet har biflödesordning 4, vilket innebär att vattnet flödar genom totalt 4 vattendrag innan det når havet efter 30 kilometer. Avrinningsområdet består mestadels av skog (73 %). Avrinningsområdet har 0,72 kvadratkilometer vattenytor vilket ger det en sjöprocent på 20,7 %. Bebyggelsen i området täcker en yta av 0,1 kvadratkilometer eller 3 % av avrinningsområdet.